# Malleus maleficarum

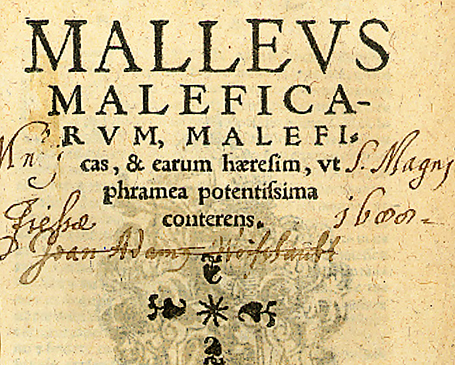
Titulní strana sedmého vydání (1520).

Malleus maleficarum (česky Kladivo na čarodějnice) je latinsky psaná rukověť, jejíž autorství bylo později přiřčeno dominikánům Heinrichu (Institorisi) Kramerovi a Jakobu Sprengerovi (jemu patrně neprávem). Byla vydána poprvé ve Štrasburku roku 1486 (nebo na přelomu let 1486 a 1487 u tiskaře Petra Dracha ve Špýru). Obsahuje teologický výklad temných nadpřirozených sil, zejména čarodějnic, který obsahuje soudobé lidové představy, tradované nebo dokumentované případy a návody k pronásledování čarodějnic.
Oproti obecně panujícímu přesvědčení nepředstavuje kniha křesťanské učení o čarodějnicích v 15. století.[zdroj?] V době vydání byl pohled autorů menšinový,[zdroj?] a sepsání díla mělo přesvědčit současníky o nebezpečí čarodějnictví a získat spolupracovníky na jeho potírání. Nejednalo se ani o oficiální, ba ani o doporučovanou příručku inkvizitorů a soudních tribunálů. Katolická církev knihu nikdy neužívala oficiálně. Přesto se Malleus maleficarum dočkalo mnoha vydání tiskem a stalo nesmírně populárním. S každým vydáním vzrost počet čarodějnických procesů.

## Vznik a autoři knihy
Kniha byla pravděpodobně napsána v roce 1485, rok před jejím prvním vydáním. První čtyři vydání v letech 1486–1494 (Špýr a Norimberk) byla anonymní, Sprenger a Kramer byli jako autoři uvedeni teprve v jedenáctém vydání (Norimberk, 1519), dlouho po jejich smrti.
Jako první autor bývá, pravděpodobně neprávem, uváděn Jakob Sprenger (asi 1436–1495), převor dominikánského kláštera v Kolíně nad Rýnem, později provinciál dominikánské provincie Teutonia, profesor teologie a později děkan kolínské univerzity, formálně též inkvizitor. Podle některých vědeckých bádání se na vytvoření díla vůbec nepodílel. Zřejmě byl jako autor uveden pouze pod vlivem buly Inocence VIII., v níž je Sprenger vedle Kramera jmenován.
Většinu knihy (možná celou knihu) sepsal druhý uváděný autor, Heinrich Kramer, latinským jménem Institoris (asi 1430–1505), německý dominikán, doktor teologie, převor dominikánského konventu v Schlettstadtu a inkvizitor, který závěrečná léta svého života působil v Olomouci a bojoval proti Jednotě bratrské.
Kramer se ve svém boji s čarodějnictvím často setkával s nepochopením a odmítáním ze strany kléru.[zdroj?] Například uspořádal roku 1485 velký soud v Innsbrucku, při němž bylo vyslechnuto 57 podezřelých; nikdo z nich nebyl odsouzen a innsbrucký biskup byl natolik znechucen Kramerovým zájmem o sexuální praktiky domnělých čarodějnic, že za ďábla neoznačil tyto podezřelé, nýbrž inkvizitora Kramera, jehož vykázal ze země.
Kramer si na překážky důrazně postěžoval papeži Inocenci VIII. Ten jej roku 1484 podpořil bulou Summis desiderantes affectibus, v níž podpořil oba inkvizitory v jejich činnosti a ve značné míře zaštítil jejich názory. Znění papežské buly odpovídalo pravděpodobně návrhu vytvořenému samotným Kramerem.
Autoři žádali pro knihu dobrozdání od teologické fakulty kolínské univerzity, avšak většina tamních profesorů odmítla mít s touto knihou cokoli společného. Podle tehdejšího vyjádření byly knihou doporučené právní procedury neetické a protiprávní a démonologie knihy neodpovídala učení katolické církve. Kramer dobrozdání fakulty padělal.[zdroj?]
Papež Pius V. (1566-1572) čarodějnické procesy v papežském státě ukončil tím, že pro ně stanovil striktní důkazní procedury. Knihu samotnou nikdy papež neoznačil za oficiální stanovisko církve. Některé soudy, zvláště civilní, i mnozí představitelé a členové církve je však za ně často považovaly.

## Význam knihy
Kniha poskytuje dosti věrný obraz své doby, charakterizované strachem a nejistotou, kde obyvatelé Evropy hledali viníky situace. Literatura věnující se čarodějnicím vystřídala v této době v popularitě legendy o světcích, podobné knihy byly bestsellery. Kniha se stala v Evropě nesmírně populární a v dobách své největší slávy bylo Kladivo druhou nejprodávanější knihou hned po bibli.[zdroj?] V prvních dvou staletích od svého sepsání se dočkalo přinejmenším 34 vydání (podle jiných zdrojů 28 vydání), mnohdy upravovaných, doplňovaných a aktualizovaných. Kniha byla vytištěna snad až ve statisících exemplářů.[zdroj?]
Od počátku 17. století však bylo Kladivo vytlačováno zejména spisem Disquisitionum magicarum libri sex, vydaným v Lovani roku 1599, jehož autorem byl španělský jezuita Martin Delrio, působící v Nizozemí. Delriova kniha byla také hlavním vodítkem Jindřicha Františka Bobliga ve velkolosinských a šumperských procesech[zdroj?].
Poslední latinská vydání Kladiva vyšla v Lyonu v letech 1604–1620 (7 vydání) a pak v roce 1669. Kladivo dlouho nebylo přeloženo do jiného jazyka. Prvním překladem do živého jazyka byl polský výtah z Kladiva z roku 1614 (Varšava). Volnější německý překlad byl pořízen roku 1906, anglický v roce 1928. První český překlad spolu s faksimilí latinského vydání z roku 1669 vydalo v roce 2000 nakladatelství Otakar II. Překlad Jitky Lenkové však vychází z nepřesného anglického překladu Montague Summerse.

## Obsah knihy
Kniha je rozdělena do tří částí:
1. Bůh Všemohoucí a jeho souhlas, Ďábel, čarodějnice – zabývá se ďáblem, čarodějnicemi a čaroději, definicí čarodějnictví a jeho reálností.
2. Metody a pakty spolčených čarodějnic, jak je objevit, jak je rozpustit, projevy čarodějnictví a obrana proti němu, likvidace následků čarodějnictví.
3. Soudní (církevní i civilní) procesy, mučení, tresty – návod pro inkvizitory, jak nejlépe usvědčit obviněné ze spolku s ďáblem. Autoři se snaží dodat věrohodnost své knize tím, že vyprávějí příběhy „ze života“, které dokazují existenci čarodějnictví. Vyzdvihují význam udavačství.

K původnímu vydání byla připojena i bula Summis desiderantes affectibus papeže Inocence VIII. K pozdějším vydáním byly nezřídka připojovány i jiné spisy s obdobnou tematikou.
Kniha je především teologickým spisem. Způsobem kladení otázek, snášením argumentů pro a proti a jejich zodpovídáním je velmi podobná spisům svatého Augustina nebo Tomáše Akvinského, na jejichž autoritu se v citacích také odvolává.
Autoři Kladiva komplikovanou argumentací zamítli Canon Episcopi (Pravidlo biskupovo) vzniklé kolem roku 900 a zahrnuté v Gratianově dekretu (Decretum Gratiani, 1139-1142), které považuje čarodějnictví za pouhý klam.
Malleus není jedinečné svými argumenty a recepty. Podobné myšlenkové směrování se nachází i v jiných traktátech z druhé poloviny 15. století,[zdroj?] kdy víra v čarodějnictví v církevním diskursu výrazně posílila. Na část dřívější tradice navazuje i z dnešního hlediska militantní a fanatický styl autorů, nenávist vůči ženám a obsese údajným sexuálním chováním čarodějnic. Příznačné je, že kniha se věnuje pouze čarodějnicím a nikoli již jejich mužským protějškům. Žena jako slabší tvor je podle knihy snáze napadnutelná zlými mocnostmi a skýtá tak více nebezpečí než muž.